# Bedlno-Żbiwiec
Bedlno-Żbiwiec – wieś w Polsce położona w województwie łódzkim, w powiecie kutnowskim, w gminie Bedlno, w sołectwie Bedlno Wieś.
W latach 1975–1998 miejscowość administracyjnie należała do województwa płockiego.
Zamieszkuje je kilkanaście osób.